# Vjačeslav Voronin
Vjačeslav Nikolaevič Voronin (in russo Вячеслав Николаевич Воронин?; Vladikavkaz, 5 aprile 1974) è un ex altista russo, campione mondiale nel 1999.

## Biografia
Vjačeslav Voronin si cominciò a distinguere come atleta di alto livello dalla categoria juniores, giungendo secondo agli Europei juniores del 1993.
Il salto di qualità fu nel 1998, col secondo posto agli Europei indoor di Valencia, confermato ai Mondiali indoor nel 1999. Nello stesso anno Voronin vinse i Mondiali.
L'atleta russo non prese parte ai Giochi olimpici di Sydney del 2000, anno del suo record personale di 2,40 m, ma nel 2001 si classificò di nuovo secondo ai Mondiali. Ai Giochi olimpici di Atene arrivò all'ottavo posto. Incominciò per lui un lento declino, durato fino al 2009, anno del suo ritiro dalle competizioni internazionali.

## Record nazionali

### Seniores
- Salto in alto: 2,40 m ( Londra, 5 agosto 2000)

## Progressione

### Salto in alto
| Stagione | Risultato | Luogo           | Data      | Rank. Mond. |
| -------- | --------- | --------------- | --------- | ----------- |
| 2009     | 2,21 m    | Mosca           | 6-6-2009  | -           |
| 2008     | 2,30 m    | Kazan'          | 19-7-2008 | 15º         |
| 2007     | 2,30 m    | Belgrado        | 29-5-2007 | 13º         |
| 2006     | 2,27 m    | Eberstadt       | 18-8-2006 | 36º         |
| 2005     | 2,33 m    | Eberstadt       | 21-8-2005 | 7º          |
| 2004     | 2,32 m    | Mosca           | 7-8-2004  | 10º         |
| 2003     | 2,21 m    | Tula            | 31-5-2003 | -           |
| 2001     | 2,37 m    | Eberstadt       | 19-8-2001 | 1º          |
| 2000     | 2,40 m    | Londra          | 5-8-2000  | 1º          |
| 1999     | 2,37 m    | Siviglia        | 23-8-1999 | 1º          |
| 1998     | 2,28 m    | Haapsalu        | 12-8-1998 | -           |
| 1998     | 2,28 m    | Zagabria        | 7-7-1998  | -           |
| 1997     | 2,26 m    | Mosca           | 5-9-1997  | -           |
| 1996     | 2,29 m    | Hexham          | 14-7-1996 | -           |
| 1995     | 2,18 m    | San Pietroburgo | 8-7-1995  | -           |
| 1993     | 2,18 m    | Vladimir        | 3-7-1993  | -           |

### Salto in alto indoor
| Stagione | Risultato | Luogo           | Data       | Rank. Mond. |
| -------- | --------- | --------------- | ---------- | ----------- |
| 2009     | 2,24 m    | Mosca           | 15-2-2009  | 48º         |
| 2009     | 2,24 m    | Mosca           | 29-1-2009  | 48º         |
| 2009     | 2,24 m    | Čeljabinsk      | 9-1-2009   | 48º         |
| 2008     | 2,28 m    | Banská Bystrica | 5-2-2008   | 22º         |
| 2007     | 2,32 m    | Ekaterinburg    | 18-2-2007  | 12º         |
| 2006     | 2,22 m    | Novi Sad        | 11-2-2006  | 68º         |
| 2005     | 2,28 m    | Volgograd       | 12-2-2005  | 17º         |
| 2004     | 2,28 m    | Čeljabinsk      | 29-2-2004  | 11º         |
| 2003     | 2,24 m    | Mosca           | 2-3-2003   | 34º         |
| 2002     | 2,26 m    | Mosca           | 23-2-2002  | 23º         |
| 2001     | 2,31 m    | Vladikavkaz     | 29-12-2000 | 6º          |
| 2000     | 2,37 m    | Glasgow         | 5-3-2000   | 2º          |
| 1999     | 2,36 m    | Maebashi        | 7-3-1999   | 1º          |
| 1998     | 2,32 m    | Spała           | 6-3-1998   | -           |

## Palmarès
| Anno | Manifestazione   | Sede          | Evento        | Risultato | Prestazione | Note                                    |
| ---- | ---------------- | ------------- | ------------- | --------- | ----------- | --------------------------------------- |
| 1993 | Europei juniores | San Sebastián | Salto in alto | Argento   | 2,18 m      |                                         |
| 1998 | Europei indoor   | Valencia      | Salto in alto | Argento   | 2,31 m      |                                         |
| 1999 | Mondiali indoor  | Maebashi      | Salto in alto | Argento   | 2,36 m      |                                         |
| 1999 | Mondiali         | Siviglia      | Salto in alto | Oro       | 2,37 m      | Miglior prestazione mondiale stagionale |
| 2000 | Europei indoor   | Gand          | Salto in alto | Oro       | 2,34 m      |                                         |
| 2000 | Giochi olimpici  | Sydney        | Salto in alto | 10º       | 2,29 m      |                                         |
| 2001 | Mondiali indoor  | Lisbona       | Salto in alto | 9º        | 2,25 m      |                                         |
| 2001 | Mondiali         | Edmonton      | Salto in alto | Argento   | 2,33 m      |                                         |
| 2004 | Giochi olimpici  | Atene         | Salto in alto | 9º        | 2,29 m      |                                         |
| 2005 | Mondiali         | Helsinki      | Salto in alto | 8º        | 2,29 m      |                                         |
| 2008 | Giochi olimpici  | Pechino       | Salto in alto | 14º       | 2,25 m      |                                         |

## Altre competizioni internazionali
2000
- Oro alle IAAF Grand Prix Final ( Doha), salto in alto - 2,32 m

2004
- 8º alle IAAF World Athletics Final ( Monaco), salto in alto - 2,23 m

2005
- Argento alle IAAF World Athletics Final ( Monaco), salto in alto - 2,32 m